# -ヒトガタナ-
『-ヒトガタナ-』は、オニグンソウによる日本の漫画作品。『月刊コミックブレイド』（マッグガーデン）2009年6月号（2009年4月30日発売分）より連載開始。同社マンガ無料配信サイト『MAGCOMI（マグコミ）』にて、毎月30日更新で2020年1月30日まで連載。全11巻。本作の刀は実際に存在した、もしくは伝説に登場した刀の名称が使われている。

## あらすじ
人の魂をアンドロイドに転送する技術が発明され、そうしたアンドロイドは初期こそ工業、医療の分野で運用されていたが、やがて『刀』と呼ばれる操作型武装アンドロイドを用いた犯罪が起こるようになる。増加する刀犯罪を防ぐため、政府は同じ刀とそれを操る剣士、そして刀匠による『対刀犯罪課』を組織する。『対刀犯罪課』第八班に所属する十種は、半人半刀という己の存在意義に疑念を抱きつつも戦いに身を投じていく。

## 登場人物
声はドラマCDに準拠する。

### 対刀犯罪課第八班
雨宮 十種（あまみや とぐさ）
声 - 櫻井孝宏
主人公の青年。血液型はA型。
母である雨宮京子によって二十年ほど前に、刀に搭載されている魂の受容体である「緋々色金」を直接人体へと移植し、人自体を刀へと変換する研究「ジッシュシンポウ」によって生み出された半人半刀。刀の銘は「八握剣（やつかのつるぎ）」。
雨宮が逮捕された際に発見され、かつては「ヤツカ」という名で呼ばれていたが、本人はその名を嫌い、今は八千代と月山が考えた｢十種（とぐさ）｣という名を使っている。ヤツカと呼ばれていたころは誰も寄せ付けない冷徹さと凶暴性を持ち合わせていたが、次第に生活に馴染み、今では人間らしさを見せるようになった。八班の生活面でのまとめ役でもあり、料理などの家事全般を行っている。ちなみに料理は八千代から教わった。
半人半刀であるため、身体能力は常人と比べて遥かに高く、耐久性や運動性も通常の刀と遜色無い。戦闘時には左目の下にL字の模様が現れる。体内の緋々色金から抽出されたサビを刀に変化させ、掌のスリットから射出して戦う。「八握剣」発動時には右腕の肘あたりに四本の棒が現れ、コンセプトである「全てを切り裂く」能力が使用可能になるが、四回までと制限がある。
また、血中に混在する緋々色金を活性化させて循環速度を上げ、身体能力を向上させている。通常の刀のように主兵装・副兵装、そして最終兵装がある模様。
最終兵装を展開するには怒り、殺意といったものが必要とされ、対伊都大規模作戦においてはかつて雨宮京子から授かった言葉「布留部　由良由良止　布留部（ふるべ　ゆらゆらと　ふるべ）」を口ずさむことで最終兵装　"天璽瑞宝（あまつしるしみずたから）"を顕現させた。
モデルとなった刀は『先代旧事本紀』に記されている十種の神器の一つ「八握剣」。
天 羽々斬（あまの ははぎり）
声 - 後藤沙緒里
オートマトン（自律型刀）の少女。周囲には16歳ということになっている。氏山左近によって作られた「限りなく人に近いオートマトン」であり、そのコンセプトのため、身体には一切の武装が施されていない。
氏山によって監禁されていたが氏山の部下・友満によって誘拐され、その後十種たちに保護された。
氏山が再度彼女を隔離しようとしたが十種たちに助けられ、外の世界で生きることを決意する。
正確には第八班の班員ではないが、月山重蔵と源楓の配慮によりオートマトンであることは一般には伏せられ、対刀犯罪課には「重蔵の親戚（姪っ子）の刀匠見習い、月山ミツハ」として認識されている。上記の理由から十種ら八班メンバーと同居しており、メンバーには家族や妹分のように可愛がられている。また月山重蔵に刀匠見習いとして知識を教わる傍ら、十種を始めとしたメンバーに料理や買い物などの一般常識も教わっている。年齢は定かではないが十六歳ということで周りには通している。
氏山により人間らしい感情を引き出すためにあらゆる苦痛を与えられていた上、長く隔離された環境下にいたせいか、様々なモノに新鮮な反応を見せる。
当初は感情面に疎かったが、八班と触れ合う中で徐々に人間らしさと喜びを覚えていく。礼儀正しく、敬語で話す。ただし物語が進行する中で十種に対してだけは砕けた口調で話すようになっていく。また、アルチザンとの決闘後の夏祭りから十種のことを異性として認識し始める。八千代のことを「お姉さん」と呼んでいる。最近は対刀犯罪課の女性陣や商店街の住人達とも交流を深めており、十種よりも友人や知り合いが多い。
モデルとなった刀はスサノオがヤマタノオロチ退治に使ったとされる伝説上の剣「十束剣」の別名。
八千代 芹（やちよ せり）
声 - 伊藤静
対刀犯罪課第八班所属。明るく細かいことを気にしない大雑把な性格の持ち主で、十種を精神的に支えようとするなど姉御肌でもあり、八班の場の空気を盛り上げるムードメーカー。
相手が強ければ強いほど闘志を燃やすなど、剣士としての一面も覗かせる（月山曰く「侍魂」）。仕事アガリにすぐ酒を飲み始めたりする酒好きでトマトが大の苦手。十種からは「姐さん」、羽々斬からは「お姉さん」と呼ばれている。
「アルチザン計画」の前期被験体であり、狂暴性を抑え、社会への順応性があると認められた成功例の一人。その出自から境遇の似た十種に理解を示し、彼の成長を助けている。また、十種に料理を教えたのは八千代である。ただし現在は十種に家事を任せているためか、料理の腕は大分落ちている。対伊都大規模作戦においては粗速丸の一撃により緋々色金搭載ユニットを損傷させられ戦線から離脱することになる。
愛刀は長身長髪の男性的な外見と長い腕を持つ銘刀「鶴丸（つるまる）」。ワイヤーで連結した伸縮自在の多関節の両腕が主兵装となっており、掌からは電撃を発する。円筒形の各関節部分は展開して敵を拘束する機能を持った副兵装であり、腕を切断されても使用可能。手を弾体として電磁飛翔体加速装置によって攻撃する最終兵装を持つ。まだチーム戦闘に不慣れな十種が八班で存分に戦えるのは、八千代の的確で柔軟なフォローがあってこそ。
モデルとなる刀は平安時代の刀工・国永の最高傑作から。
月山重蔵（つきやま じゅうぞう）
声 - 大林隆介
対刀犯罪課第八班班長。刀のメンテナンス担当の刀匠。刀匠組合間でかなりの人徳と、刀に対する深い見識を持つため、本来は剣士が就く班長職を任されている。羽々斬がオートマトンでありながら刀匠見習いとして身を置けるのもその人徳ゆえ。十種からは「オヤッさん」、八千代からは「月ちゃん」と呼ばれる。第八班班員の保護者的存在であり、的確で男気ある言動や時折見せる優しさから、班員からは信頼されている。
オートマトン事件で負傷した右目を機械化した「百目貫（どうめき）」を持つ。これによって偵察用の蜂型ロボットを操作し、映像を受信したり、班員の刀への情報伝達が可能である。この能力と刀匠としての知識と技術力で十種たち八班をサポートする。対刀犯罪課創設期からの古参。
かつてオートマトンの学習における研究を行っており、人間の記憶情報をオートマトンへ複写することで、人格のひな形とする研究をしていた。しかし研究中に妻子を交通事故で亡くした悲しみから狂気の淵を彷徨い、最終的に妻子の記憶を転写することでオートマトンとして蘇らせようと研究に没頭。たった二年で実証実験まで漕ぎつけた（本人曰く「間違いなく狂人の域にいた」）が、研究の最終段階に入ったところで自らの過ちに気付き、研究を放棄し実験を凍結した。しかし研究自体は別の刀匠が引き継いでおり、後に伊都への兵装へと転用されている。
伊都達との戦闘で藤四郎のジャミングをカバーするために百目貫をフルで活用するが、羽々斬と一緒にいた場所を襲撃された際に羽々斬を逃がす時間を稼ぐために残り、笹貫の攻撃で重傷を負い、死亡する。
モデルの月山は、鎌倉期から現代まで刀作活動を続けている「月山」という刀工とその一派から。

### 対刀犯罪課第一班
各務 桜（かがみ さくら）
対刀犯罪課第一班班員。班での会議に班長の代理として出席し、淡々と会議を進めていく極めて事務的な人物。非常に冷徹で人命救助より敵の殲滅を優先する。轟曰く「何かと制約が多い」らしく、戦闘では助っ人程度の出撃しか出来ない。また、出撃時には戦闘嫌いの班長を説得する必要がある。
肉親に憎悪を抱いており、両親の作り上げた伊都を破壊できることに喜びを感じている。
使用する刀はその班長であり、オートマトンの草薙（くさなぎ）。トラウマを抱えた草薙の精神面、戦術面でサポートする。
草薙（くさなぎ）
対刀犯罪課第一班班長。対刀犯罪課最強の銘刀であり、オートマトン試作一号でもある。
オートマトン試作二号である伊都の暴走を阻止しようとしたが大破された。その後に武装の取り付けが行われた。
兵装は三日月宗近と同様のもので身に纏った布の形状を自在に変化させて戦う。最大で八枚まで展開可能だが、三枚以上展開するには各務が搭乗してのサポートが必要とされる。
伊都に破壊された際に恐怖を抱き、感情を芽生えさせたと考えられている。その大破させられたという苦い経験が一種のトラウマとなっており、戦闘を好まない。
モデルとなった刀は三種の神器の一つで「草薙剣」の別名でも知られる神剣・天叢雲剣。

### 対刀犯罪課第二班
陽山 忍（ひやま しのぶ）
対刀犯罪課第二班班長。「アルチザン計画」の後期被験体。刀に魂を移せる時間が三日間と常人と比べて異常に長い（同じアルチザンである八千代は一日半が限界）。その特性から、緊急の事態を想定して、対刀犯罪課の会議などに臨む際は刀へ搭乗して出席することが義務付けられている。そのため素顔は対刀犯罪課偶数班の中では八千代以外知らない。
本人は右目下にホクロがあり、上はジャージでスカートを穿いている小柄な女の子である。職務外ではあどけない少女の雰囲気を漂わせるが、任務中や任務に付随する事柄になると人柄が変わる。事あるごとに「バァちゃんが……」という台詞を言い、自分を引き取って育ててくれた刀匠・陽山公子を心配する素振りを見せる。また、公子の言いつけをキチンと守ったり、甘いモノ（本人は「甘味」と呼ぶ）を好むなど、外見通りの一面を持つ。計画当時は「薺（ナズナ）」と呼ばれていた。すぐに泣く臆病な性格から、周囲からただ罵倒され「泣き虫ナズナ」と呼ばれ、アルチザンとの戦いではその経験から出撃を躊躇っていた。しかし「刀犯罪を全てなくして、いつか刀自体いらない普通の生活を送るため」に対刀犯罪課に入ったという決意を取り戻し、因縁のあるスズナとの戦いに赴き、勝利する。
愛刀は眼鏡をかけたクールな青年の外見を持つ、アシストタイプの銘刀「小烏丸（こがらすまる）」。眼鏡は刀特有の目を隠すためのものであり、戦闘時には仮面を付ける。背中の肩甲骨付近に振動を発生させる装置を一対搭載しており、生み出した振動を手から衝撃波として放つ。その威力は刀の右腕と右足を一撃で破断させるほど。さらに腕を変形させ、指先に空気を集中させて放つ斬撃を最終兵装とする。

### 対刀犯罪課第三班
轟 光太郎（とどろき こうたろう）
対刀犯罪課第三班班長。口元に髭のある男性。他の班に指示や役割を伝え、対刀犯罪課の班のまとめ役。妻と子がいる。
対刀犯罪課における仕事は人命第一だと考えており、山代を見殺しにしようとした各務に説教をしたり、山代を庇いつつ戦った田平子に礼を述べようとしたりするなど誠実な人物。竜胆からは先生と呼ばれており、各務の教官でもあった。
軍にコネがあり、重火力戦車を借用できている。
愛刀の銘は「江雪左門字（こうせつさもんじ）」。大柄で強面の刀で、轟本人の格闘技によって格闘戦を行う。拳で打撃した相手と自分との間に、任意のタイミングで斥力を発生させる機能を持つ。
伏屋 竜胆（ふしや りんどう）
対刀犯罪課第三班班員。轟の事を先生と呼ぶ。極度の心配性らしく轟からはよくそのことを注意され、場所を構わず二人で精神鍛錬の為に特訓をすることがある。作中の台詞から香織とは恋仲だと思われる
愛刀の銘は「小夜左文字（さよさもんじ）」。小柄な青年の刀。頭部左側に集音装置を搭載し、展開することでより効果を高めることが出来る。その機能を活かして高所からの情報収集などサポートに回る。

### 対刀犯罪課第四班
源 楓（みなもと かえで）
声 - 佐藤利奈
対刀犯罪課第四班班長。小さな丸い眉に眼鏡をかけ、髪を二つに結んでいる女性。見た目は清楚で大人しい印象だが、部下への接し方は体育会系。十種に好意を抱いている。どこか固く事務的な口調で話す。狗塚に対し厳しく接することが多いが、部下として信頼している。
愛刀はアタッカータイプの「獅子王（ししおう）」。電撃を使った攻撃を駆使し、相手を殴り倒すだけに特化した刀である。非常に強力な拳の一撃を持つが、それ以外の機能を持たないため、戦闘スタイルは突貫あるのみ。普段は獅子王の素顔が犯人側と間違えられる為、ライオンの被り物を被っている。素顔はライオンの鬣のような長髪に、口に短刀を銜えている。
狗塚 マコト（いぬづか マコト）
声 - 間島淳司
対刀犯罪課第四班班員。「○○ッス」などの砕けた口調が特徴。八千代曰く「空気の読めない男」で、どうにも軽い男という感じが否めない。同年代の十種や第六班所属の辰巳と仲が良い。時間にルーズなところがあり、平気で遅刻しては言い訳をするため、辰巳に容赦なく殴られる。作中では登場していないが恋人がいる様子。任務前に彼女にメールすることが狗塚の願掛けになっている。
楓に認められたい思いがある。
愛刀はアシストタイプの「五虎退（ごこたい）」。戦闘時には使い魔と呼ぶ小型の機械を使い軽微な攻撃による精神的煽動や相手の拘束、味方のサポートなどを幅広く行うオールラウンダー。四班の班員は班長の指示で、刀匠見習いの資格を持っており、刀に詳しい。

### 対刀犯罪課第五班
山代 香織（やましろ かおり）
対刀犯罪課第五班班長。後ろで髪を一つにまとめている女性。語尾を伸ばす砕けた口調の持ち主。刀についての情報が書かれている週報を読まないなど、ルーズな面がある。だが四国曰く「結構負けん気が強い」性格の持ち主で、田平子が操る「三日月宗近」に部下を負傷させられ、後に怒りを露に再戦に挑む。作中の台詞から竜胆とは恋仲だと思われる。
愛刀は長髪の女性型で膂力に優れ、大振りの鎌を駆使するアタッカータイプの「虎徹（こてつ）」。
叶 権太（かのう ごんた）
対刀犯罪課第五班班員。第三班所属の伏屋竜胆の祖父で、立派な髭を蓄えた男性。自分より年下の班長である山代の事を「お嬢」と呼んでいる。年配だが筋骨隆々とした肉体を維持している。
愛刀は少年のような容姿を持つ「乱光包（みだれみつかね）」。右腕に収納されている刃をワイヤーのように駆使して戦う。ちなみにその少年のような容姿のモデルは、溺愛している孫の竜胆である。

### 対刀犯罪課第六班
四国 史郎（しこく しろう）
対刀犯罪課第六班班長。関西弁を喋り、右頬に大きな傷があるのが特徴の男性。落ち着いた言動や寛大な態度から、多くの人物に男前として認識されている。
一人娘の冬花を溺愛している親バカな一面もある。携帯電話の待ち受けは深夜アニメのキャラクターらしい。
愛刀はアタッカータイプの「菊一文字（きくいちもんじ）」。左脚を主軸にした素早くトリッキーな攻撃を仕掛ける。最終兵装として爆発的な速度で移動する「超加速」を使用することができるが、脚部を損傷してしまうため一回のみの使い切りである。
辰巳 虎（たつみ とら）
対刀犯罪課第六班班員。長身の黒髪に眼鏡をかけている青年。極端に几帳面な性格で、他人に対し強く当たることもある完璧主義者。十種の素性について知っているが、あまり気にしていない。狗塚のことを名前で呼び、遅刻してきたら容赦なく殴るなど、親交がある。狗塚だけでなく十種とも仲が良く、三人でゲームをする事も。戦闘中は常にチームメイトを気にかけることができ、四国からも信頼されているが周りのことに注意を払い過ぎて脇が甘くなることを注意されることもある。大らかな四国と神経質の辰巳という対照的な二人だが四国とは良い上司と部下の関係を築いている。
愛刀は腕を変形させて長距離の銃撃から近接格闘まで行うことができるアシストタイプの「物干し竿（ものほしざお）」。最終兵装として音速で発射され敵に着弾したあとに爆発する弾丸を撃つことが可能である。

### 対刀犯罪課第七班
沙門 努（さもん つとむ）
対刀犯罪課第七班班長。黒髪に眼鏡をかけた恰幅のいい男性。龍子からは努さんと呼ばれている。
愛刀の銘は「歌仙（かせん）」。立体映像を発生させる機能を持つ。
沙門 龍子（さもん りょうこ）
対刀犯罪課第七班班員。口元にほくろが特徴的な女性。努の妻。努からは龍（りょう）と呼ばれている。
着物の着付けができる。喫煙家でキセルで吸う。
愛刀は背中に巨大な蜘蛛の形をした武装を積んだ「蜘蛛切（くもきり）」。

### アルチザン
かつて刀進課第三研究施設で行われていた「アルチザン計画」と呼ばれる研究によって教育された人間。分散しても失われない強固な魂、人智を越えた闘争精神を持った強化人間。しかし成功例は八千代芹と陽山忍の二名のみ。他のメンバーは闘争心を抑えることができず、投薬の補助が必要である。
数年前に「アルチザン計画」は機密事項のまま打ち切られ、施設は封鎖。生き残ったアルチザンも順応性の欠如から別の施設に移送された。だが、クトネシリカの謀略により5人とも失踪。それぞれが天下五剣を駆り、対刀犯罪課に勝負を挑む。後に全員が保護され、検査と聴取の後、全員が陽山公子の下に引き取られた。
御形（ゴギョウ）
前期被験体。八千代とは勝敗を競うライバル関係だった男。アルチザンのリーダー的存在で常識的。冷静で落ち着いているが、確かな闘争心を持ち合わせている。喫煙者。対刀犯罪課との戦いでは八千代との対決となり、終始有利に進めるものの、最終兵装の打ち合いで相打ちとなった。
アルチザンの研究時代から八千代に恋心を抱いており、何度も八千代をアルチザンに戻って来ないかと勧誘していた。対刀犯罪課との決闘の後に児童所で保父のような仕事をしている描写があり、そういった環境の変化から闘争心は薬を使わずとも抑えられるようになり、今は戦いに変わる心の拠り所を探している。
対伊都大規模作戦では桜の要請により菘と蘿蔔と共に戦線に参加している。
芹の敵討ちをするため、鶴丸に搭乗して最終決戦に向かう。
使用する刀は脚部の電磁飛翔体加速装置による超高速での移動を可能とした「童子切（どうじぎり）」。対伊都大規模作戦では氏山が使っていた「圧し切り長谷部（へしきりはせべ）」に搭乗している。
田平子（タビラコ）
前期被験体。左目に傷があり、眼鏡をかけた大柄な男。アルチザンの中では比較的良識のある性格。田平子とは別に仏の座（ほとけのざ）とも呼ばれており、アルチザンの研究においてただ一人、大厄への切り札と認められたアルチザン最強の男。左目の傷は繁縷に付けられたものだが本人はそのことに関しては特に気にしていない様子である。
対刀犯罪課との戦いにおいて山代を下すものの、直後に現れた伊都と疲弊したまま交戦。大破した山代機を庇いながら戦い、灼腕によって外装を破壊されて敗北。魂の複写には抵抗したものの意識不明となる。
使用する刀は、両腕が無く、伸縮自在の緋々色金の刃を左肩に持つ「三日月宗近（みかづきむねちか）」。改造されており、右肩に更に二枚の刃が追加されており、計4つの緋々色金を搭載している。
菘（スズナ）
後期被験体。実質、蘿蔔の妹にあたる少女。体の発育があまり良くないようで、指摘されると怒る。アルチザンの研究の中で忍と交友を持っていたが、ある出来事により不和となってしまった。感情を表に出すことが苦手で御形と共に行動することが多いが常に素っ気ない態度を取っている。
対刀犯罪課との戦いでは十種、辰巳、狗塚と交戦。遅れて参戦した忍と一騎討ちを果たし、その戦いを通じて和解している。対伊都大規模作戦中には忍のことを冗談で「先輩」と呼んだりと二人の絆はアルチザン研究時代よりも一層強いものになっていると窺える。
使用する刀は流動する緋々色金の体表で受けた衝撃を「吸収」「増幅」「放出」する特性を持つ「数珠丸（じゅずまる）」。対伊都大規模作戦では第一話に登場した「小竜景光（こりゅうかげみつ）」に搭乗している。また、搭載してなかったと思われる巨大な左腕の射出を可能にしている。
蘿蔔（スズシロ）
後期被験体。菘の兄。中性的な顔立ちで菘と並ぶと兄妹というより姉妹に見える。菘曰く「どこか抜けている」性格の持ち主。他のメンバーと同じく闘争に快楽を見出していたが、源との戦いを通じて自分が本当に求めていたものは何なのか、改めて考え直すようになる。
以降は源の送ってくる大量の書籍を読みふけっている。対伊都大規模作戦時には源に挨拶に向かいたいと呟いたことから源に感謝している様子が窺える。
使用する刀は体内の緋々色金からサビを生成し刃に変え、両手足から射出する「大典太（おおてんた）」。対伊都大規模作戦では桜の要請により「雷切（らいきり）」に搭乗している。
繁縷（ハコベラ）
後期被験体。菘と比べると大分体の発育が良い女性。その外見とは裏腹に短気かつ凶暴な性格の持ち主。田平子をライバル視しており、アルチザンの研究時から事ある毎に彼に絡んでいた。田平子の左目の傷を作ったのも彼女である。
対刀犯罪課との戦いでは四国と交戦。最終兵装発動時の弱点を突かれ相打ちとなった。その後は、意識不明となった田平子を待ち続けている。田平子の様子を見に来た月山に対し警戒心を表わにし月山からは「猫娘のよう」と言われていた。その一方で轟に謝罪と感謝を伝えられた際には出鼻を挫かれたものもあったが前のように粗暴な態度を見せることもなく、他のアルチザンメンバーと同様に性格は軟化している様子。
使用する刀は本体の大部分を螺旋状に形成する装甲を自在に操る「鬼丸（おにまる）」。

### 伊都尾羽張（いつのおはばり）
本来はオートマトン試作二号の名称であるが、現在は伊都が自身の魂を複写する事により生まれたオートマトン全てを指す。伊都の複写は無から魂を作り出すわけではなく、刀に転送された魂を元に上書きしているため、それぞれにある程度個性があるが、全員が伊都尾羽張である。目的のためには破壊されることも厭わない「凶刃」の集団である。
伊都尾羽張（いつのおはばり）
オートマトン試作二号。暴走によりオートマトン事件を起こし、その際に一家族の母子を殺害、さらに止めに入った試作一号草薙をも破壊し、自身も半壊したまま逃亡した。
それ以降22年間は動きを見せていなかったが、対刀犯罪課とアルチザンの戦闘時に再び姿を見せる。“大厄”と呼ばれており、対刀犯罪課、アルチザン、天下五剣は伊都の再来に備えて組織されたものである。伊都と草薙の指導員であった雨宮京子に対し特別な思いがあるのか、度々彼女のことを思い出すような場面がある。
真の目的は心を獲得することで、そのために観察などを行っていた。オートマトン事件を引き起こして姿をくらまし、アルチザンとの決闘の際にナナの記憶野を奪って羽々斬の情報を入手し、対伊都大規模作戦時に羽々斬からある機能を奪う。
刀の外装を溶かし破壊する特殊兵装「灼腕（しゃくわん）」と搭乗者のいる刀に自身の魂を複写する兵装を持つ。
前者の兵装は「ミカハヤヒ」というのが正式名称であり、暴走前にはなかった緋々色金のコーディングが施されており恐ろしい改悪だと刀匠を唸らせた。
後者は使用後一定時間は自意識が曖昧となる、維持には定期的に魂の複写を再度行い、同期する必要があるなど制約がある。
骨喰藤四郎（ほねばみとうしろう）
伊都が率いるオートマトンの集団の一人。大柄な長髪の男性型。伊都の事を旦那と呼ぶ。戦闘をゲームに例える事が多く、「ボーナスステージ」や「ベリーハード」、更に「無理ゲー」などといった用語をよく用いる。電界を生み出す人工粒子を散布し、任意の刀の視界をゼロにする特殊な電波妨害（ジャミング）を行う事が出来る。相手をダイレクトにハックさせることも可能だが他の武装は搭載されておらず戦闘向きではない。
刀匠が秘匿技術としたまま亡くなったために対応策はないとされていたが月山が仕掛けた百目貫によりジャミングは突破されてしまう。その後戦線に戦場に向かっていた御形によって破壊される。
岩切海部（いわきりかいふ）
伊都が率いるオートマトンの集団の一人。女性型で粗暴な性格。伊都のことをイッちゃんと呼ぶ。
腰に装備している射出装置から発射されるケーブルによる不規則な動きを得意とする。虎杖との交戦の後、自爆した。
大般若長光（だいはんにゃながみつ）
伊都が率いるオートマトンの集団の一人。長身で細身の男性型。腕に内蔵されたトンファー型の棍を回転させて攻撃を行う。
元々はヤクザの雇われ用心棒だった刀。左足を伊都に破壊され、魂を複写される。伊都との戦いで負った傷を轟に看破され、敗北。直後に自爆した。
笹貫（ささぬき）
伊都が率いるオートマトンの集団の一人。手の甲を覆う装甲から伸びる2本の刃を触手のように操り戦う。
対伊都大規模作戦においては伊都と共に対刀犯罪課の裏を掻き、月山たちのいる工房に攻めこむ。羽々斬を逃がす時間稼ぎをした月山を殺害し、それに激昂した十種の最終兵装の能力で破壊された。
北谷菜切（ちゃたんなきり）
伊都が率いるオートマトン集団の一人。大柄な長髪の全身黒づくめな男性型。伊都のことを主と呼ぶ。
胸部から腹部に掛けての人工筋肉を肥大化させ大きな口のように変形させることでそのまま相手を丸呑みするという強力な刀。しかしその大口を展開するのに三秒掛かり人工筋肉の強度は脆いため、一撃がかわされてしまうと窮地に陥る一撃に掛けた刀でもある。
藤四郎のジャミングにより攻勢に転じたが香織と青江によって破壊される。
友切丸（ともきりまる）
伊都が率いるオートマトン集団の一人。小柄な子供のような姿をしており何時も大きなうさぎのぬいぐるみを抱いている。
戦闘時にはうさぎのぬいぐるみを模していた武装を用いて戦う。後に第四班によって破壊される。
神度（かむど）
伊都が率いるオートマトン集団の一人。背中に筒状の荷物を背負った男性型。別の刀に擬態することができ、伊都の偽物として戦線に登場する。
粉塵などが巻きあがった戦場では草薙も伊都の匂いを近くではないと正確に感じとることが出来ず、神度の能力による戦局は大きく変化することとなった。草薙によって破壊される。
韴霊（ふつのみたま）
伊都が率いるオートマトンの集団の主力の一人。常に余裕のある態度を崩さない。腰部に装備された武装を蝙蝠の羽のように広げ、防御や遠距離攻撃にも転用する。
醜いのが嫌い。
搭乗していた剣士は戦闘狂で、自ら伊都に身を差し出している。
黒漆 粗速丸（こくしつ そはやまる）
伊都が率いるオートマトンの集団の主力の一人。女性型で老婆のような口調と浅黒い肌が特徴。腰部に装備された巨大な二つの剣と両手に携えた二本の刀を用いて戦う。
韴霊同様に、剣士が自ら身を差し出している<refname="10-77"/>

### 復讐のオートマトン
伊都を破壊することを目的に造られた、三体のオートマトン。製作者は伊都が修復のために連行していった刀匠たちの生き残り。確認できる範囲では全員が女性型。
九藤 虎杖（くどう こづえ）
三体の中のリーダーであり、長女のような存在。他の二体からは"琥杖姉（コヅエねぇ）"と呼ばれ慕われている。楠木とアルチザンを引き合わせた人物で、対刀犯罪課とアルチザンを餌に伊都を誘いだそうとした。ナナの記憶を伊都に奪取された後は対刀犯罪課に接触、協力を申し出る。
刀としての銘は虎杖丸（いたどりまる）、別名クトネシリカ（実在する刀としてはこちらが通称)
）。口から出す暗器の針を用いて戦うアタッカータイプであるが、後衛を務めることも可能。
対伊都大規模作戦において、月山と羽々斬を逃がす時間を稼ぐために伊都と対峙し、破壊される。
にっかり青江（にっかりあおえ）
中、近距離を得意とするアタッカータイプのオートマトン。にっかりと笑う口と紅を差した唇が特徴で、上半身の露出の多い服を着る。一人称が「俺」で口調が荒い。
八千代とは似たもの同士。
伊都に狙われる可能性のある刀の破壊及び懐柔を目的として活動する。
オートマトンである羽々斬を探るべく、氏山左近に用心棒として近付いた。結果、羽々斬を十種たちに委ねることを選び、羽々斬にとって悪影響である氏山を殺害した。
溜め時間を必要とする副兵装の変形刀と、主兵装の脇差を巧みに操る。最終兵装は副兵装の変形刀を縦横無尽に操るオールレンジの兵装。
ナナ
学校の制服を着たオートマトンの少女。甘えん坊な性格。三体の中では後衛を務めるアシストタイプ。
対刀犯罪課とアルチザンの戦いを観察している最中に伊都による襲撃を受け、破壊された。その際に記憶野を奪われる。
スポ根モノの漫画などが好きで仲間といったものに憧れていた。琥杖や青江を姉と呼び始めたのも彼女である。
刀としての銘は七支刀（しちしとう）。

### その他の登場人物
武本 竜一（たけもと りゅういち）
優秀な一般の警察の捜査官。月山曰く「刀に対する憎しみが原動力となっているような男」。「オートマトン事件」の被害者で、妻と娘を伊都に殺害された。娘が刀の技術を流用した緋々色金を用いた義足を着けており、そのため研究施設にいた。その事件以来、刀の存在自体に疑問を抱くと同時に、全ての刀の存在を憎み、嫌っている。その矛先は半人半刀である十種にも向き、彼に対して嫌味や悪態をつく。伊都の襲撃を受けて重傷を負い意識不明となる。
氏山 左近（うじやま さこん）
天羽々斬の製作者である刀匠。刀匠組合に所属しオートマトン研究が旺盛だったころに国に雇われ、刀のハード部門における権威であった。
コンセプトは「限りなく人に近いオートマトン製作」。研究が完成に近付いた頃に中止命令が出され、そのころに家族を失い、研究が中止された後にも独自に研究を進めていた。
羽々斬を肉体だけでなく、自我・情緒的な面でも人と変わらない為に自身の研究の集大成と評し、歪んだ愛情から監禁、彼女の表情面の観察を行っていた。
元剣士でもあり、使用する刀は「圧し切り長谷部（へしきりはせべ）」。蹴りを主体とした戦闘を行う。氏山曰く「壁をまとう」という蹴りは強力な衝撃を伴い、離れた場所に衝撃波を放つこともできる。
雨宮 京子（あまみや きょうこ）
十種の実の母親であり、十種を半人半刀へと変えた人物。故人。
刀において魂の受容器である「緋々色金」を人間に移植し、人間を刀へと変換する実験である研究「ジッシュシンポウ」を提唱する。しかしオートマトン廃止の際に実験は凍結し、本人は追放処分となった。
元兵装開発室の室長であり、オートマトンの危険性の監視と観察を兼ねて伊都と草薙の指導員をしていた。十種を身籠った時は愛情を知ることができたと喜んでいたが、出生後、正確にはオートマトン事件後に生まれた十種を実験動物、「凶器」として扱っていた。
陽山 公子（ひやま きみこ）
刀匠であり、忍の身柄を引き受けた人物。対刀犯罪課とアルチザンの交戦後、アルチザンのメンバーも引き取り、保護している。月山と同じく黎明期の名刀匠の一人だと言われている。忍を大事な孫のように思っており、忍もまた公子を信頼している。

## 用語
刀（かたな）
人の魂を別の容れ物へと移す技術の発明により生まれた「操作型武装アンドロイド」の通称。発明の初期には工業用、医療用に運用されていたが程なくして武装を搭載し、戦闘に特化したタイプが製造されるようになった。兵装が無くとも刀と呼ぶ場合もある。体の一部が極端に大型化していたり、様々な兵装が取り付けられていたりするが基本的に人型である。
刀の外見的特徴として、顔に直線、曲線のシンプルなラインが引かれており、瞳が白く白目が黒い、という点が挙げられる。
作中に登場する刀の名前は実在する、もしくは存在していた日本の刀剣のそれが付けられている（神話・伝説に出てくる物も含む）。
緋々色金（ひひいろがね）
人の思念伝達により形状を変化させる流体金属の一種。竹内文書にのみ精製の手法が記されている。通常の刀に一個搭載されている刀の核であり、人の魂の受容器としての役割を果たす。更に複数の緋々色金を搭載する場合、サビと呼ばれる副産物の生成、形状変化の特性を応用した特殊な兵装を使用できるが、緋々色金は魂が定着しない限り機能しない。そのため使用の際に剣士の魂が分散してしまう。その負担は大きく、天下五剣などの一部の刀にしか複数の搭載はされていない。
剣士（けんし）
刀を操り戦う者達。魂を刀に移す専用の転送装置に搭乗し、キーを挿入して魂の転送を行うことで刀を操作する。刀に搭乗している間は本体の意識は無く、無防備な状態。本来の肉体を離れているため魂には負担がかかり、限界時間を超えると魂が朽ちていく。また、本体が死亡した場合、刀に搭乗していても魂は消滅する。転送には適切な手順を踏む必要があり、遠隔で魂を本体に強制送還した時は後遺症が残る場合もある。
刀匠（とうしょう）
刀の開発・整備などを行う者達。刀匠の資格取得条件は緋々色金の精製に成功すること、及びその管理技術を修めること、となっている。登場人物には剣士兼刀匠の者もいる。
対刀犯罪課（たいかたなはんざいか）
刀を用いて犯罪を行う者達を、同じく刀を用いて取り締まる為に作られた組織。いくつもの班に分かれており、基本的に一つの班に剣士と刀匠の両方がいる。設立の背景としてオートマトン事件があり、大厄である伊都の再来へ備えることが本来の目的である。
オートマトン
人の操作を必要としない自律型の刀の事。オートマトンの研究により生まれた試作二号の暴走による事件、オートマトン事件が起こり、それ以降研究は禁忌とされた。
刀は通常、目の黒目と白目の色が反転している描写がなされているが、オートマトンは普通の人間と同じ目をしている。伊都に魂の複写をされたものも刀の目から普通の目に変わっている。
アルチザン
「刀進課 第三研究施設」にて行われていた研究、及び研究結果である七人の強化人間を指す。機密事項のまま打ち切られ、研究所は完全封鎖し、ほぼ全ての情報が抹消された。子供たちに幼い頃から特殊な薬の投与、刀の搭乗訓練、生身の戦闘訓練などを行い、刀の扱いに誰よりも特化した剣士を作ることが目的であった。研究には前期と後期があり、後期は前期で現れた成功例、田平子を目指して再試行されたとされている。本名かコードネームかは不明だが、メンバー達にはそれぞれ春の七草の名が付けられている。
生き残った七人の内、芹と忍だけが闘争心を制御できると判断され、残りの五人は、順応性の欠如によりそれぞれ別の施設に隔離された。
天下五剣（てんかごけん）
基本的に一体の刀に一つしか搭載しない緋々色金を二つ搭載することによって、通常の刀よりも戦闘力を向上させている特別な五体の刀。それぞれ天下五剣にあやかって「童子切」「鬼丸」「三日月宗近」「大典太」「数珠丸」という銘が付けられている。誰でも操れる訳ではなく、強い精神力を持つ者でないと心を病んでしまうため、妖刀・魔剣の類だとされている。人型ではあるものの、他の多くの刀とは違って人の顔ではなく五体ともロボットのような顔の形状をしている。

## 書誌情報
オニグンソウ『-ヒトガタナ-』、マッグガーデン〈BLADEコミックス〉、全11巻。
1. 2009年10月10日発売 ISBN 978-4-86127-663-7
2. 2010年3月10日発売 ISBN 978-4-86127-710-8
3. 2010年9月10日発売 ISBN 978-4-86127-769-6
4. 2011年3月10日発売 ISBN 978-4-86127-835-8
5. 2011年9月10日発売 ISBN 978-4-86127-890-7
6. 2012年5月10日発売 ISBN 978-4-86127-992-8
7. 2013年1月10日発売 ISBN 978-4-80000-083-5
8. 2013年9月10日発売 ISBN 978-4-80000-208-2
9. 2014年6月3日発売 ISBN 978-4-80000-298-3
10. 2016年8月10日発売 ISBN 978-4-80000-603-5
11. 2020年8月7日発売 ISBN 978-4-80001-003-2

## ドラマCD
オニグンソウ完全監修のオリジナルストーリー。源の搭乗する「獅子王」の設定が原作とは若干異なり、原作ではアタッカータイプの刀であると語られているが、ドラマCD内では電撃タイプの刀であるとされている。2010年3月25日発売。レーベルはフロンティアワークス。初回のみテーマトーク・キャストクレジット（音声ボーナストラック）。
キャスト
- 十種 - 櫻井孝宏
- 八千代芹 - 伊藤静
- 天羽々斬 - 後藤沙緒里
- 月山重蔵 - 大林隆介
- 源楓 - 佐藤利奈
- 狗塚マコト - 間島淳司
- 赤坂穿吾 - 青山穣
- 赤坂の部下 - 山口りゅう